# Elzevir Creek
Elzevir Creek är ett vattendrag i Kanada.   Det ligger i provinsen Ontario, i den sydöstra delen av landet, 160 km sydväst om huvudstaden Ottawa.
I omgivningarna runt Elzevir Creek växer i huvudsak blandskog. Runt Elzevir Creek är det mycket glesbefolkat, med 4 invånare per kvadratkilometer.